# P+R Linkeroever
P+R Linkeroever of P+R Blancefloer (voorheen Schep Vreugde) is een park and ride en tram- en bushalte aan de Blancefloerlaan (N70) op de Linkeroever van Antwerpen. De tramhalte is de eindhalte van tram 5 en 9.

## Geschiedenis

### Situatie voor 2022
In september 1990 werd de eerste halte P+R Linkeroever in gebruik genomen in de Blancefloerlaan, nadat de Brabotunnel als tramtunnel onder de Schelde, die de tramlijn op de Linkeroever met het centrum van Antwerpen verbindt, klaar was voor gebruik. 
P+R Linkeroever was uitgevoerd als gelijkvloerse parking met 653 plaatsen, gelegen naast het op- en afrittencomplex van de E17 (ter hoogte van de Kennedytunnel). De park and ride bestond feitelijk uit meerdere bij elkaar gelegen parkings die quasi dezelfde naam droegen:* P+R Blancefloer 1 (in de omgeving van de tram- en bushalte gelegen)
- P+R Blancefloer 2 (in de omgeving van de tram- en bushalte gelegen)
- P+R Blancefloer 3 (iets verder gelegen van de tram- en bushalte)
- P+R Blancefloer 4 (in de omgeving van de tram- en bushalte gelegen)

Op 17 januari 2022 kreeg deze halte P+R Linkeroever de nieuwe naam Regatta, naar de aanpalende wijk. Deze wordt nog als eindhalte voor lijn 15 gebruikt.

### Parkeergebouw
Op 17 januari 2022 opende verderop in de Blancefloerlaan, dichter bij Zwijndrecht, een nieuwe halte die de voormalige halte Schep Vreugde verving met een nieuw parkeergebouw, dat de naam P+R Linkeroever overnam. In het parkeergebouw is ruimte voor 1500 auto's, 15 deelauto's, 150 fietsen en 30 deelfietsen.

## Tram- en bushalte
De halte P+R Linkeroever maakt deel uit van het Antwerpse tramnetwerk. De halte is verbonden aan de gelijknamige park and ride.
De halte wordt bediend door drie tramlijnen: lijn 3, lijn 5 en lijn 9. Voor de laatste twee dient de halte als terminus (eindhalte). Enkel tram 3 loopt verder het Waasland in: door Zwijndrecht en tot aan P+R Melsele ter hoogte van de krijgsbaan. Tramlijn 15 heeft als eindhalte Regatta.

## Andere aansluitingen
- Velo 162 - Regatta